# カワヒバリガイ
カワヒバリガイ（川雲雀貝、学名 Limnoperna fortunei）は、イガイ目イガイ科に分類される淡水生二枚貝の一種。中国南部原産だが、日本を含むアジア各地へ分布を広げている外来種である。岩やコンクリートに大量に付着して農業用水の水流を妨げるなど被害を生じさせるため、日本では特定外来生物に指定されており、農林水産省のカワヒバリガイ被害対策マニュアルで、詳細な生態と対策が公開されている。

## 生態と人間との関係
殻長は2〜4cm。海生のヒバリガイよりはやや小さい。なおコウロエンカワヒバリガイ Xenostrobus securis は本種とよく似ており、かつては本種の亜種とされたこともあったが、遺伝的に大きく異なり、内臓の形態やタンパク質の研究が進んだことにより、分布域も分類も異なる別属別種と判明した。
本来の分布域は中国南部の淡水域だったが、中国から移入されるシジミ類に混じって分布を広げた。日本には1980年代に侵入したと考えられ、1990年に揖斐川で初確認された。淀川（琵琶湖）、木曽三川（木曽川・長良川・揖斐川）、矢作川、天竜川、利根川、霞ヶ浦の各水系でも確認された。関東地方、東海地方、近畿地方の12都府県で見つかっている。日本以外にも朝鮮半島、台湾、香港、タイ北部など中国の周辺各地に侵入している。
成貝は水深10mくらいまでの岩などに足糸を出して付着する。繁殖の適温は21-27℃で、各個体が水中に放卵・放精を行う。孵化した幼生は1-2週間で稚貝に変態し、固着生活を始める。稚貝のうちはわずかに移動できるが、成長すると移動しなくなる。
通水管に付着して通水障害などを起こす。また、大量斃死して水質の悪化を招くこと、水道や水力発電の施設に付着するなどの被害が問題化している。水管の軽い詰まりはコンプレッサーなどで貝を押し流すことで取り除けるが、抜本対策ではない。駆除には水抜きによる15日以上の乾燥、消石灰や石灰窒素、オゾンといった薬剤が有効と報告されている。農業・食品産業技術総合研究機構（農研機構）は、カワヒバリガイのDNAにだけ反応するPCR検査用プライマーを開発し、環境DNA調査により、その水系にカワヒバリガイが生息しているかどうかを目視より高精度に確認できる手法を開発した。
またコイ科などの淡水魚に寄生する腹口類吸虫の中間宿主となることも判明しており、本種と同時に腹口類吸虫も日本へ侵入してしまった。既に宇治川産のオイカワやビワコオオナマズから腹口類吸虫の感染が確認されている。淡水魚の放流によって腹口類吸虫が日本各地へ分布を広げる可能性もあり、生態系への影響が懸念される。
一応食用出来るが、小さいためほとんど可食部分がなく、味もほとんどしない。許可無く生きたまま持ち帰ると特定外来生物法により罰せられる。

## テレビなどマスコミで紹介された例
- メ〜テレ『げりらっパ』- 2008年6月17日放送分『外来種バスターズ』にて、岐阜経済大学の森誠一教授とともに行った、岐阜県揖斐川におけるカワヒバリガイの生態調査および駆除の模様を放送した。